# Кунцевич, Василий Петрович
Василий Петрович Кунцевич (12 февраля 1891 года — 9 мая 1957 год) — советский военачальник, генерал-майор, участник Первой мировой, Гражданской и Великой Отечественной войн.

## Биография
Василий Петрович Кунцевич родился 12 февраля 1891 года в городе Витебске. В 1915 году был призван на службу в Российскую императорскую армию, участвовал в Первой мировой войне. В 1919 году поступил на службу в Рабоче-Крестьянскую Красную Армию. Участвовал в боях Гражданской войны, став сначала командиром полка, а затем начальником штаба военных учебных заведений фронта. После окончания боевых действий служил в различных военных учебных заведениях, был начальником и военным комиссаром 45-х пехотных и 2-х командных курсов. В 1926 году окончил курсы усовершенствования высшего начальствующего состава и был назначен начальником Ленинградской пехотной школы имени Э. М. Склянского.
В последующие годы занимал ряд ответственных должностей в ряде военных учебных заведений, был военруком, затем преподавателем на кафедре оперативного искусства Военно-транспортной академии имени Л. М. Кагановича в городе Ленинграде. 4 июня 1940 года Кунцевичу было присвоено воинское звание генерал-майора.
После начала Великой Отечественной войны Кунцевич оставался в Ленинграде, продолжая преподавать в Военно-транспортной академии. Позднее был назначен исполняющим обязанности начальники курсов усовершенствования высшего командного состава. В 1943 году переведён в Москву, в центральный аппарат Наркомата обороны СССР, где занял пост заместителя начальника Управления военными учебными заведениями.
В послевоенные годы продолжал службу в Советской Армии. В мае 1951 года был уволен в запас. Умер 9 мая 1957 года, похоронен на Введенском кладбище Москвы.

## Награды
- Орден Ленина (21 февраля 1945 года);
- 2 ордена Красного Знамени (3 ноября 1944 года, 15 ноября 1950 года);
- Орден Красной Звезды (июль 1945 года);
- Медаль «За оборону Ленинграда» и другие медали.